# 南條豊
南條 豊（なんじょう ゆたか、1952年2月3日 - ）は、日本の元俳優。一部の作品では南条 豊との表記がある。　
大阪府大阪市出身。青山学院大学経済学部卒業。ホリプロを経て、星野事務所に所属していた。身長175cm。

## 来歴・人物
1976年、ホリプロに勤務していた知人のところに遊びに来たところをスカウトされる。
同年、映画『エデンの海』でデビュー。三浦友和に代わって山口百恵の相手役として抜擢され、同時期のテレビドラマ『赤い運命』でも同じく山口の相手役を演じた。芸名は『エデンの海』の役名から採られた。
その後は、テレビドラマ『怪人二十面相』で明智小五郎を演じた。1982年頃から数年間活動を休止するも、1986年から活動を再開し、主に2時間ドラマやVシネマなどの脇役などをメインに活動した。
特技は、剣道（二段）。

## 出演作品

### テレビドラマ
- 赤い運命（1976年、TBS / 大映テレビ） - 吉野俊介
- 白い秘密（1976年 - 1977年、TBS / 松竹） - 高橋文夫
- 刑事物語・星空に撃て! 第10話「襲われた花嫁」（1976年、フジテレビ）
- 白い波紋（1977年、TBS）
- 怪人二十面相（1977年、フジテレビ / 大映テレビ） - 主演・明智小五郎
- 明日の刑事 （1978年、TBS / 大映テレビ）第44話「転落のスター街道」（1978年） - 吉井紀彦
- 新幹線公安官 第2シリーズ 第16話「呪われたワイングラス」（1978年、テレビ朝日）
- 必殺からくり人・富嶽百景殺し旅 第6話「下目黒」（1978年、テレビ朝日 / 松竹） - 友吉
- 大空港 第12話「逃亡者」（1978年、フジテレビ / 松竹） - あすなろバンドメンバー
- おはなちゃん繁昌記 第6話「おしゃべり左門」（1978年、テレビ朝日 / ホリプロ） - 新七
- 燃えろアタック（1979年 - 1980年、テレビ朝日） - 速水大介
- 秘密のデカちゃん 第12話「憧れの新婚旅行そうは問屋が･･･!」（1981年、TBS / 大映テレビ） - 塩田
- 土曜ワイド劇場（テレビ朝日・朝日放送）
  - 「五重塔の美女 江戸川乱歩の『幽鬼の塔』」（1981年）
  - 「家元連続殺人事件 まぼろしの花」（1981年）
  - 「超高層ホテル殺人事件」（1982年1月9日）
  - 「西村京太郎トラベルミステリー9 寝台急行『銀河』殺人事件」（1986年） - 山田祐一郎
  - 「京都殺人案内15 音川、完全犯罪に挑む!」（1989年） - 川瀬亮介
  - 「西村京太郎トラベルミステリー21 上信越、湯煙り殺人ルート」（1992年） - 青木徹
  - 「京都殺人案内22 高千穂から消えた美女と夜神楽の謎」（1996年） - 畑山一郎
  - 「京都B級グルメ殺人事件帖 オムライスの謎」（1997年） - 山岸俊三
  - 「ダイエット三姉妹の旅情事件簿2」（1998年）
  - 「嫁姑が謎に挑戦6 北斎 信州路に消えた殺人者」（1999年） - 白川
  - 「京都の芸者弁護士事件簿3」（1999年） - 中島真吾（副所長）
  - 「混浴露天風呂連続殺人20」（2000年） - 小出慎治
  - 「新・赤かぶ検事奮戦記12」（2001年） - 岡島刑事
  - 「駅弁ミステリー列車1」（2001年）
  - 「京都の女庭師風水探偵さくら子2」（2002年） - 石川典夫
  - 「京都マル秘仕事人2」（2002年） - 小池靖夫
  - 「みちのく紅花街道殺人事件 夫の帰りをひたすら待つ 女に忍びよる逃亡犯」（2003年） - 林恭一
  - 「混浴露天風呂連続殺人23」（2003年） - 前田幸三
- ひまわりの歌 第18話「高校同窓会から殺人が始まった!」（1982年、TBS）
- 高校聖夫婦 第9話「それは偽りの愛」（1983年、TBS / 大映テレビ）
- 木曜ゴールデンドラマ（読売テレビ）
  - 「非行女教師 聖職を汚した女の愛と性!!」（1983年）
  - 「欲ぼけ色ぼけ、すっとぼけ・勝負あり!」（1988年）
- 土曜グランド劇場「新・熱中時代宣言」（1986年、日本テレビ / ユニオン映画） - 小俣隆之
- 松本清張サスペンス 隠花の飾り 見送って（1986年、関西テレビ）
- 愛の劇場（TBS）
  - 「ああ家族」（1987年）
  - 「愛の激流」（1987年）
  - 「妻よ妻よ」（1987年）
- 東芝日曜劇場 第1598回・第1599回「夏のサスペンスシリーズ『新・四谷怪談 前後編』」（1987年、TBS） - 佐藤与茂七
- NEWジャングル 第10話「ショットガン」（1988年、日本テレビ / 東宝）
- 恋人も濡れる街角 URBAN LOVE STORY（1988年、日本テレビ） - 山下
- 火曜スーパーワイド（テレビ朝日）
  - 「西村京太郎の青春トラベルミステリー･南紀白浜振り子電車殺人事件」（1989年）
  - 「特急しおかぜ殺人ルート 美人女子大生妻探偵と田舎刑事」（1990年）
- 月曜・女のサスペンス（テレビ東京）
  - 「博多どんたく殺人旅情」（1990年）
  - 「洞海湾に立つ女」（1991年）
- 火曜サスペンス劇場（日本テレビ）
  - 「結婚指輪」（1990年）
  - 「京都近江殺人街道」（1994年）
  - 「検事 霧島三郎5 空き巣から忍びこんだ部屋の窓から覗き見た隣の家の人妻殺し」（1998年）
  - 「警部補 佃次郎8 女たちの事情」（1999年） - 今泉伸一
  - 「当番弁護士8 寝たきりの妻を殺したと自首した老夫が抱える介護と愛憎と孫の幸せ」（1999年） - 北尾秀行
  - 「保護観察・少年A」（2000年）
  - 「切り裂かれた天使」（2001年）
- 珠玉の女（1992年 - 1993年、読売テレビ）
- 江戸を斬るVIII 第4話「恋人を殺された女」（1994年、TBS / C.A.L） - 宮腰数馬
- 水戸黄門（TBS / C.A.L）
  - 第23部 第34話「狸がくれた赤ん坊・信楽」（1995年） - 鳥居忠英
  - 第24部 第13話「無念晴らした仇討ち旅・高鍋」（1995年） - 住田広之進
  - 第27部 第10話「父子つないだ献上箔椀・浄法寺」（1999年）
- 月曜ドラマスペシャル（TBS）
  - 「肝っ玉婦長の事件日誌・消えた看護婦 2重生活の女」（1996年）
  - 「リストラ刑事」（1999年）
  - 「古谷一行の金田一耕助シリーズ27 悪霊島」（1999年） - 刑事
- 松本清張スペシャル・中央流沙（1998年、日本テレビ / 松竹）
- 髪結い伊三次 第7話（1999年、フジテレビ） - 赤羽
- ドラマ30「アゲイン〜ラヴ・ソングをもう一度〜」（1999年 - 2000年、CBCテレビ） - 安西五郎
- 暴れん坊将軍X 第8話「大岡裁きで生き地獄を見た女!私を死罪に…」（2000年、テレビ朝日 / 東映） - 木曽屋幸右衛門
- 剣客商売 第2シリーズ 第11話「妖怪小雨坊」（2000年、フジテレビ / 松竹） - 橋本兵助
- 金曜エンタテイメント「西村京太郎サスペンス お局探偵亜木子&みどりの旅情事件帳3」（2000年、フジテレビ） - ホテル支配人
- 京極夏彦 「怪」 第3話「赤面ゑびす」（2000年、WOWOW） - 番頭風の男
- はぐれ刑事純情派14 第15話「東京タワーで待つ女」（2001年、テレビ朝日）
- 女と愛とミステリー「二重裁判」（2001年、テレビ東京） - 秋場雅文
- 盤嶽の一生 第5話「落としもの」（2002年、フジテレビ） - 北村十内
- タイムリミット（2003年、TBS）
- 月曜ミステリー劇場「揺らぐ灯」（2003年、TBS）
- 夜桜お染 第7話「黒い渦」（2003年、フジテレビ） - 杉田新蔵
- 金曜プレステージ「日向夢子調停委員事件簿2 ～見知らぬ夫～」（2004年） - 豊島磯吉
- 熱血刑事・吉永誠一 絵が殺した女（2004年、テレビ東京）

### 映画
- エデンの海（1976年、東宝） - 南條先生

### Vシネマ
- ミナミの帝王12「消えない傷跡」（1999年、ケイエスエス） - 板前
- 新・男樹 完結編（2000年、GPミュージアム） - 矢野
- 首領への道23（2004年、GPミュージアム） - 島田組若頭補佐 稲垣組組長 稲垣左近

### バラエティ番組
- ごちそうさま（日本テレビ） - さすらいのくいしん坊

### 舞台
- 魔都 恐怖仮面之巻（1989年、銀座博品館劇場 / 作・演出：中島梓） - 武智小五郎

## ディスコグラフィ

### シングル
- 『想い出づくり ／ 君はライムの香り』（1976年、東芝EMI）日本テレビ系「ごちそうさま」挿入歌
  - A面「想い出づくり」（作詞：笠間ジュン、作曲：佐々木勉、編曲：矢野立美）
  - B面「君はライムの香り」（同上）